# Ostrogski

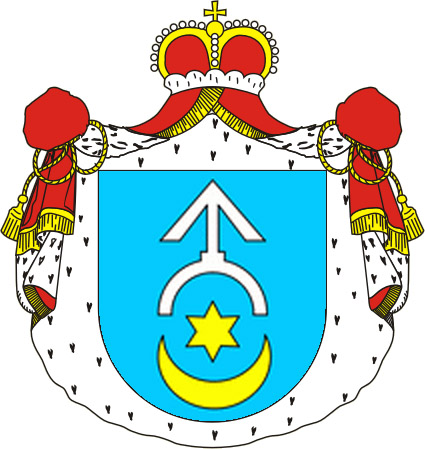
Ostrogskis heraldiska vapen.

Ostrogski var en av de främsta fursteätterna i Storfurstendömet Litauen. 1386 erhöll ättens förfader Feodor Danilovich Ostrozhsky slottet Ostrog i förläning av kung Jagiello. Till skillnad från andra ätter i området övergav aldrig Ostrogski den östortodoxa tron till förmån för katolicismen.
Ätten härstammade troligen från Rurikska ätten, och var ättlingar till Sviatopolk II av Kiev. Deras land i Volynien, Galizien, och Podolien inräknade ett tiotal städer och omkring hundra byar.
Bland ättens mer bemärkta medlemmar finns furst Konstanty Ostrogski, hans son Konstanty Wasyl Ostrogski, och Anna Alojza Ostrogska (1600-54), som var gift med Jan Karol Chodkiewicz. Ätten utdog med henne 1654, och när den sista yngre ättegrenen utdog två år senare övergick ättens förläningar till ätten Lubomirski och andra polska szlachta. Tvister om arvet fortsatte tills Ryssland erövrade Polen.
Genom sin särställning i religiöst hänseende, gjorde ätten Ostrogski flera insatser för att bevara den ortodoxa kristendomen, genom att grunda skolor, ge ut litteratur på rutenska, och finansiera kyrkobyggnader.